# Penelope Carwardine

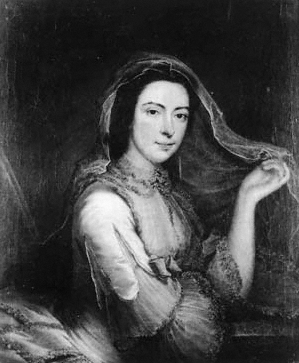
Penelope Carwardine av Thomas Bardwell.

Penelope Carwardine, född 1730, död 1804, var en brittisk konstnär. Hon utförde miniatyrporträtt. 
Hon var dotter till John Carwardine of Thinghills Court och Anne Bullock of Preston Wynn, och började måla professionellt sedan fadern hade ruinerat familjen. Hon var elev till Ozias Humphry, var verksam från åtminstone 1754 och framåt, och ställde från 1761 ofta ut sina tavlor på Society of Artists of Great Britain.  
Hon är representerad på Nationalmuseum.